# Trůny
Trůny (hebrejsky ophanim, řecky Thronoi) jsou v biblické tradici třetím z devíti andělských chórů. Jejich jméno pochází od trůnů, na nichž sedí; jsou to ti, kdo konají Boží spravedlnost, nejčistší bytosti nad všemi pokušeními.

## Vlastnosti
|       | Hierarchie andělů podle Pseudo-Dionysia Areopagity              |                     |
| 9 8 7 | Serafové (lat. Seraphim) Cherubové (Cherubim) Trůny (Thronus)   | ANDĚLSKÁ HIERARCHIE |
| 6 5 4 | Panstva (Dominationes) Síly (Virtutes) Mocnosti (Potestates)    | ANDĚLSKÁ HIERARCHIE |
| 3 2 1 | Knížata (Principatus) Archandělé (Archangelus) Andělé (Angelus) | ANDĚLSKÁ HIERARCHIE |
|       |                                                                 |                     |
| 6 5 4 | Biskupové Kněží Jáhni                                           | CÍRKEVNÍ HIERARCHIE |
| 3 2 1 | Zasvěcené osoby Pokřtění křesťané Katechumeni                   | CÍRKEVNÍ HIERARCHIE |

Trůny jsou andělské bytosti proměnlivé podoby a nekonečných barev. Jejich duchovním místem je sedmé nebe, které odpovídá oběžné dráze Saturnu. Jejich úkolem je převádět do praxe moudrost a myšlenky, které nad nimi rozvíjejí Cherubové.

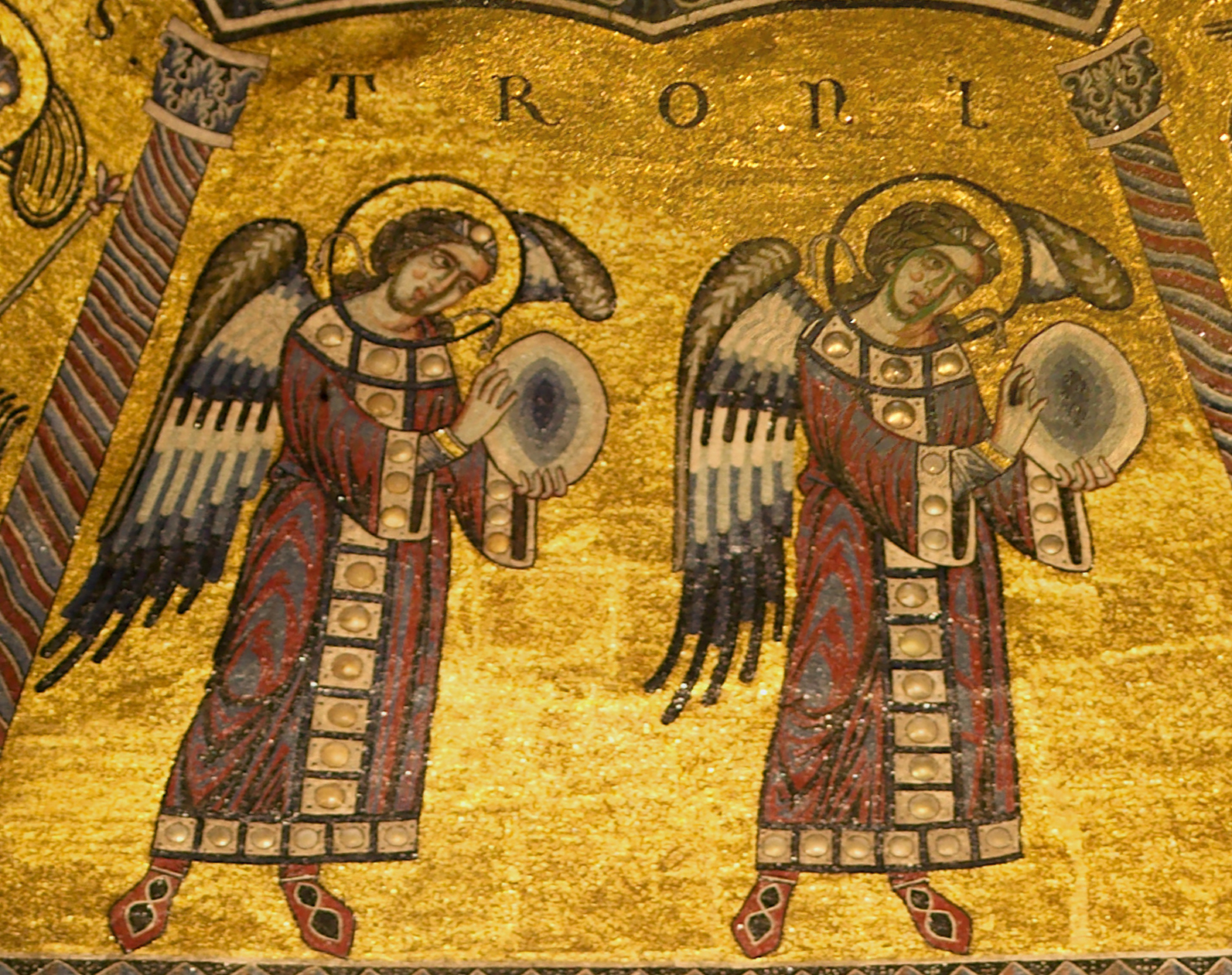
Trůny na mozaikách florentského baptisteria

Bible je popisuje jako kola protkaná dalšími koly, obdařená nesčetnýma očima, podle vzoru vozu (merkava), který se nachází v knize Ezechiel, kde stejnojmenný prorok popisuje své vidění nebes: nepředstavuje tato kola výslovně jako anděly, ale jako živé předměty nebo bytosti spojené s duchem Cherubínů, jejichž každý pohyb sledují.
„Když se bytosti pohybovaly, pohybovala se s nimi i kola, a když se bytosti vznášely nad zemí, vznášela se i kola. Kam je vedl duch, tam šly, tam vedl duch i kola; vznášela se spolu s nimi, neboť duch bytostí byl v kolech“ – Ez 1, 19–21 (Kral, ČEP).
Apoštol Pavel se o Trůnech zmiňuje ve svém listu Kolosanům. Podle antroposofa Rudolfa Steinera existuje vesmír ve fyzické podobě, jak ji známe, díky emanaci jejich vlastní tepelné substance, která se v hustotě vyvinula v první ze čtyř velkých kosmických epoch, jež předcházely té současné. Nazývá je Duchové vůle právě proto, že je na nich, aby převedli do funkční reality božské hvězdné projekty přijaté od Serafínů, které zase Cherubíni rozpracovali do podoby uskutečnitelných myšlenek.

## Pojmenování trůnů

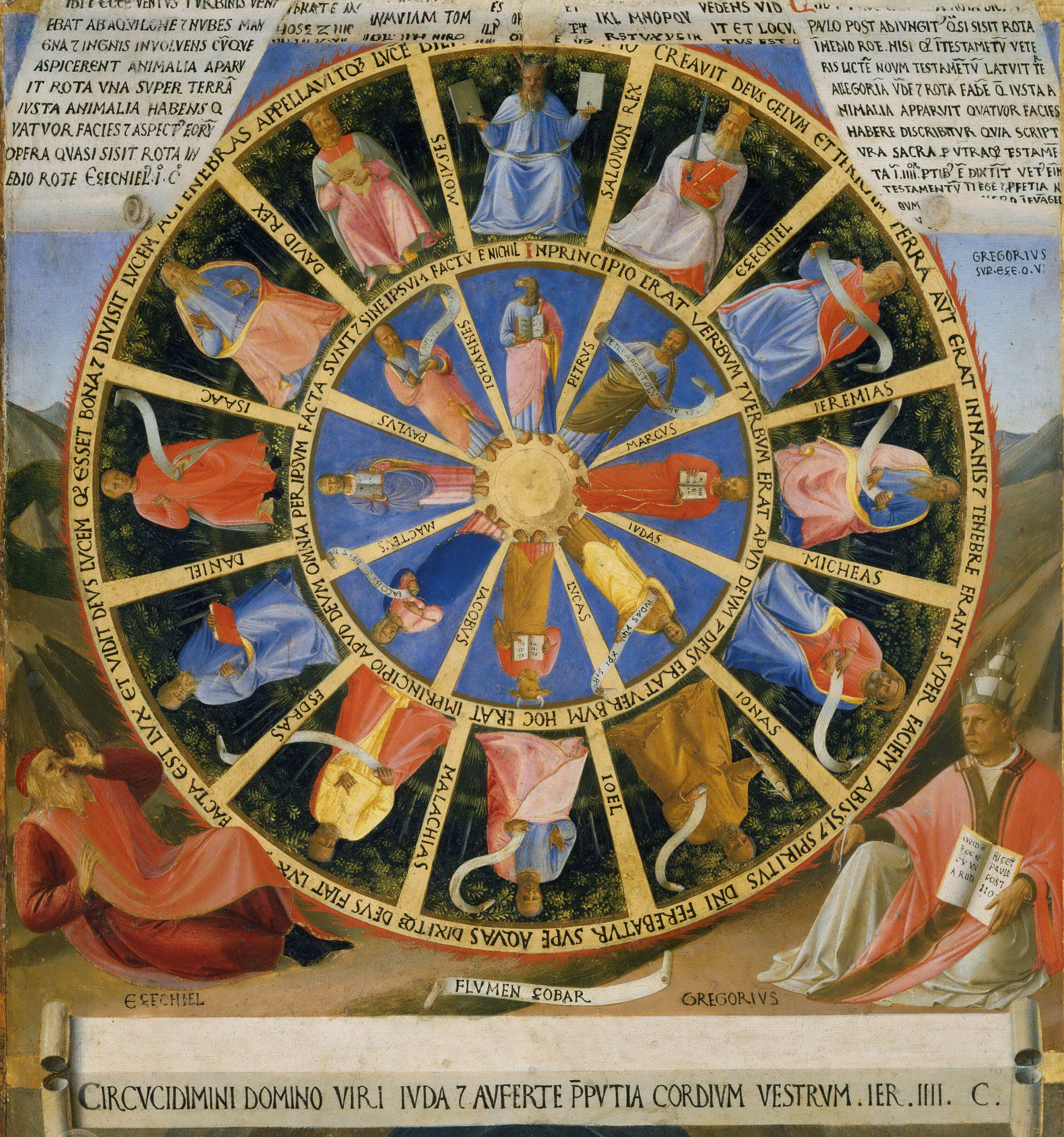
Mystické kolo v Ezechielově vidění (dílo Fra Angelica, 1450)

Podle kabalistické tradice se každý andělský řád, včetně řádu Trůnů, skládá vždy z osmi andělů strážných, kteří byli v renesanci spojeni s půl dekádou každého znamení zvěrokruhu, tj. s pěti částmi 360° zvěrokruhu, celkem tedy se 72 anděly. Konkrétně byli strážní andělé patřící k Trůnům umístěni mezi znamení Blíženců a Raka, neboť měli na starosti období roku mezi červnem a červencem. Níže jsou uvedena jména osmi Trůnů (Šemhamforaš) odvozená z kabalistické tradice starozákonního studia:
- La'awiyah
- Kaliy'el
- Lewuwiyah
- Pehaliyah
- Nelka'el
- Yeyay'el
- Milahe'el
- Hahewuyah

Jejich činnost jako celku koordinuje Tafkiel neboli Binael, který je považován za ochránce nebo archanděla osmi andělů tvořících sbor trůnů.